# Brandoa
Brandoa era una freguesia portuguesa del municipio de Amadora, distrito de Lisboa.

## Etimología
Brandoa es una palabra de origen prerromana, procedente de un nombre femenino, cuya forma más antigua tiene como terminación el diptongo nasal al que pasa, por ejemplo: Brandão / Brandoa. En castellano dio lugar a Brandán(a), Barandán(a) y Borondón(a).

## Historia
Las primeras referencias históricas que existen sobre este lugar se remonan a 1575. En los alrededores de Lisboa existía una quinta llamada Brandoa. El nombre de la quinta procede de sus propietarios, el doctor Jerónimo Vaz Brandão y posteriormente su hija María Brandoa.
La quinta perteneció sucesivamente a varias familias. En 1958 era propiedad de la familia Freitas, que debido a problemas financieros hipotecó la quinta por 800 "contos" (800.000 escudos portugueses, que equivalen aproximadamente a 4.000 euros). Por esta época también comienzan una serie de construcciones ilegales. La construcción clandestina está ligada al crecimiento poblacional de Lisboa, que crea problemas de ocupación en la capital portuguesa.
Brandoa era una zona de fácil acceso, pues se encontraba en la periferia de la ciudad y los límites del municipio de Oeiras, lo que la convertía en un lugar poco vigilado por los inspectores administrativos. Las primeras construcciones se realizaron en la vertiente de Paiã, siendo la mayoría de los constructores operarios civiles o los propios habitantes del lugar.
En 1961 la Cámara Municipal de Oeiras publicó varios anuncios en diversos periódicos y revistas, denunciando la construcción clandestina en Brandoa y exigiendo la demolición de las construcciones ilegales.
Sin embargo estos avisos y alertas no evitaron la proliferación de edificios y nuevas construcciones. En 1962, debido al gran número de edificios ya construidos (360), la Cámara propone por primera vez un plan urbano para esta zona. Pero la resolución urbanística se demora. En 1969 se ordena la demolición de un edificio de 6 pisos y a partir de este año Brandoa recibe la atención de las entidades públicas y de los órganos de comunicación social nacionales y extranjeros. Las entidades administrativas y gubernamentales deben responder por el desarrollo de un barrio clandestino con las dimensiones de Brandoa. La Cámara ordena el embargo de todos los edificios en construcción del "mayor barrio clandestino de Europa."
En 1971 ya existe en Brandoa una "Comisión de Moradores" que reivindica algunas mejoras y acceso a agua, electricidad, saneamiento básico y asfaltamiento de las vías de comunicación. Al año siguiente se producen algunas obras.
En 1973 se constituye el Gabinete del Plano da Brandoa que hace un levantamiento del catastro de la propiedad privada y clasifica los edificios con el objetivo de realizar ciertas mejoras urbanísticas. El trabajo de este Gabinete nunca llegó a completarse y las condiciones de vida de la población residente no sufrieron alteraciones significativas. También durante este período comienzan a desarrollarse ciertos movimientos asociativos de componente social, cultural y deportivo.
En 1979 se crea el municipio de Amadora, y el 22 de febrero de 1980 toma posesión la primera Junta de Freguesia de Brandoa.
Durante la década de 1980 comienzan a hacerse visibles las mejoras en las condiciones de vida de la población residente. Se crean infraestructuras básicas y equipamientos sociales como organizaciones vecinales, escuelas, parques infantiles, centros de apoyo y espacios verdes. Comienza el proceso de urbanización y legalización de los edificios. Las nuevas construcciones obedecen las reglas de planeamiento urbanísticos y son debidamente legalizados.
Poco a poco, Brandoa comienza a transformarse, tanto a nivel urbanístico como poblacional, surgiendo nuevos proyectos que son atendidos por la Junta de Freguesia, dinamizando y apoyando una serie de actividades en el ámbito cultural, recreativo y deportivo, posibilitando una mejor calidad de vida e intentando que la freguesia sea algo más que una ciudad dormitorio de Lisboa.
En 1997 se procedió a la división administrativa de la freguesia con la creación de la nueva freguesia de Alfornelos, que transformó la realidad física y social de Brandoa, que quedó constituida por el barrio de Brandoa, Casal y Rua de Alfornelos.
En el año 2002, Brandoa instaló un espacio de servicios de internet, nuevos espacios verdes y urbanos públicos, dotaciones para la tercera edad, el parque urbano de Paiã, conexiones de carreteras con las principales vías -Falagueira y el Casal da Mira son algunas de las ocupaciones ya definidas en el programa a largo plazo. También este año se aprobó el PROQUAL (Programa Integrado de Cualificación de las Áreas Suburbanas del área metropolitana de Lisboa) para Brando, procediendo a la recalificación socio-urbanística. De este modo se prevé la creación de un centro de juventud, un centro cívico que dispondrá de un centro de día y un centro de convivencia y ocio.
En el año 2004 con la construcción del barrio de la urbanización del Casal da Mira comenzó la expansión y desarrollo del norte de la freguesia, donde se pretende crear una gran zona comercial y habitacional.
En el año 2005 se concluyó el proyecto de construcción del Jardín Luís de Camões, financiado por el proyecto de la Unión Europea, pero en el año 2006 el proyecto dejó de recibir apoyo y el espacio fue cerrado. Como alternativa la Junta sugirió el espacio de la Cámara Municipal de Amadora que queda cerca de la estación de Amadora.
Debido a la repercusión de la historia urbanística de Brandoa en los medios de comunicación portugueses, es una de las zonas más conocidas de la Gran Lisboa.
Fue suprimida el 28 de enero  de 2013, en aplicación de una resolución de la Asamblea de la República portuguesa promulgada el 16 de enero de 2013 al pasar a formar parte de las freguesias de Encosta do Sol, Falagueira-Venda Nova y Mina de Água.

## Organización territorial
La freguesia de Brandoa estaba formada por siete barrios: Azinhaga dos Besouros; Casal de Alfornelos; Rua de Alfornelos; Urbanización de Alfornelos; 11 de Março; Quinta da Laje y Brandoa.